# اس‌جی (ترانه)
«اس‌جی» (انگلیسی: SG؛ سرواژهٔ "Sexy Girl") ترانه‌ای از تهیه‌کنندهٔ موسیقی فرانسوی دی‌جی اسنیک، خوانندهٔ پورتوریکویی اوسونا، رپر آمریکایی مگان دی استالین و رپر و خوانندهٔ تایلندی لیسا از گروه دخترانه کره جنوبی بلک‌پینک است. این ترانه در ۲۲ اکتبر ۲۰۲۱ توسط دی‌جی اسنیک میوزیک پروداکشنز و اینترسکوپ رکوردز منتشر شد.